# Philipp Schlosser
Philipp Schlosser (ur. 19 sierpnia 1968 w Monachium) – niemiecki szachista, arcymistrz od 1992 roku.

## Kariera szachowa
Wielokrotnie startował w finałach indywidualnych mistrzostw Niemiec, najlepszy wynik osiągając w 1995 r. w Binz, gdzie podzielił I-V miejsce (w dogrywce zajął V miejsce). Jest również wielokrotnym drużynowym mistrzem Niemiec, z lat 1989, 1990, 1991, 1992, 1993 i 1995 (w barwach Bayernu Monachium) oraz 2006, 2007, 2008 i 2009 (w barwach OSG Baden-Baden). Trzykrotnie reprezentował Niemcy w drużynowym turnieju o Puchar Mitropa, zdobywając złoty (1990), srebrny (1993) i brązowy medal (1991). W 1989 r. wystąpił w reprezentacji Republiki Federalnej Niemiec w turnieju o Puchar Nordycki, zdobywając srebrny medal.
Odniósł szereg sukcesów w turniejach międzynarodowych, m.in. w:
- Monachium (1989, III m. za Paulem van der Sterrenem i Jeroenem Piketem),
- Altensteigu – dwukrotnie (1990, dz. II m. za Aleksandrem Czerninem, wspólnie z Heinzem Wirthensohnem i Jörgiem Hicklem oraz 1992, dz. II m. za Olegiem Romaniszynem, wspólnie z Zoltanem Riblim i Stefanem Kindermannem),
- Budapeszcie – dwukrotnie (1991, I m. oraz 1992, I m.),
- Kecskemet (1992, III m. za Attilą Groszpeterem i Konstantinem Asiejewem),
- Velden am Wörther See (1993, I m.),
- Baden-Baden (1993, dz. I m. wspólnie ze Stefanem Kindermannem i Zurabem Sturuą),
- Badenweilerze – dwukrotnie (1994, I m. oraz 1995, I m.),
- Dreźnie (1995, dz. II m. za Ralfem Lauem, wspólnie z Christopherem Lutzem i Konstantinem Czernyszowem),
- Lippstadt (1996, dz. I m. wspólnie z Thomasem Lutherem i Mają Cziburdanidze),
- Herclijji (1998, dz. II za Arnaud Hauchardem, wspólnie z Peterem Wellsem i Lwem Psachisem),
- Kasselu (2003, I m.),
- Cappelle-la-Grande (2003, dz. I m. wspólnie z Władimirem Burmakinem, Eduardasem Rozentalisem, Ołeksandrem Areszczenko, Jakowem Gellerem, Dmitrijem Boczarowem i Jewhenem Miroszniczenko),
- Mundolsheim – dwukrotnie (2005, dz. I m. wspólnie z Anthony Kostenem oraz 2006, dz. I m. wspólnie z Alexandre Dgebuadze).

Najwyższy ranking w dotychczasowej karierze osiągnął 1 lipca 2011 r., z wynikiem 2599 punktów zajmował wówczas 10. miejsce wśród niemieckich szachistów.